# Biggen (Attendorn)

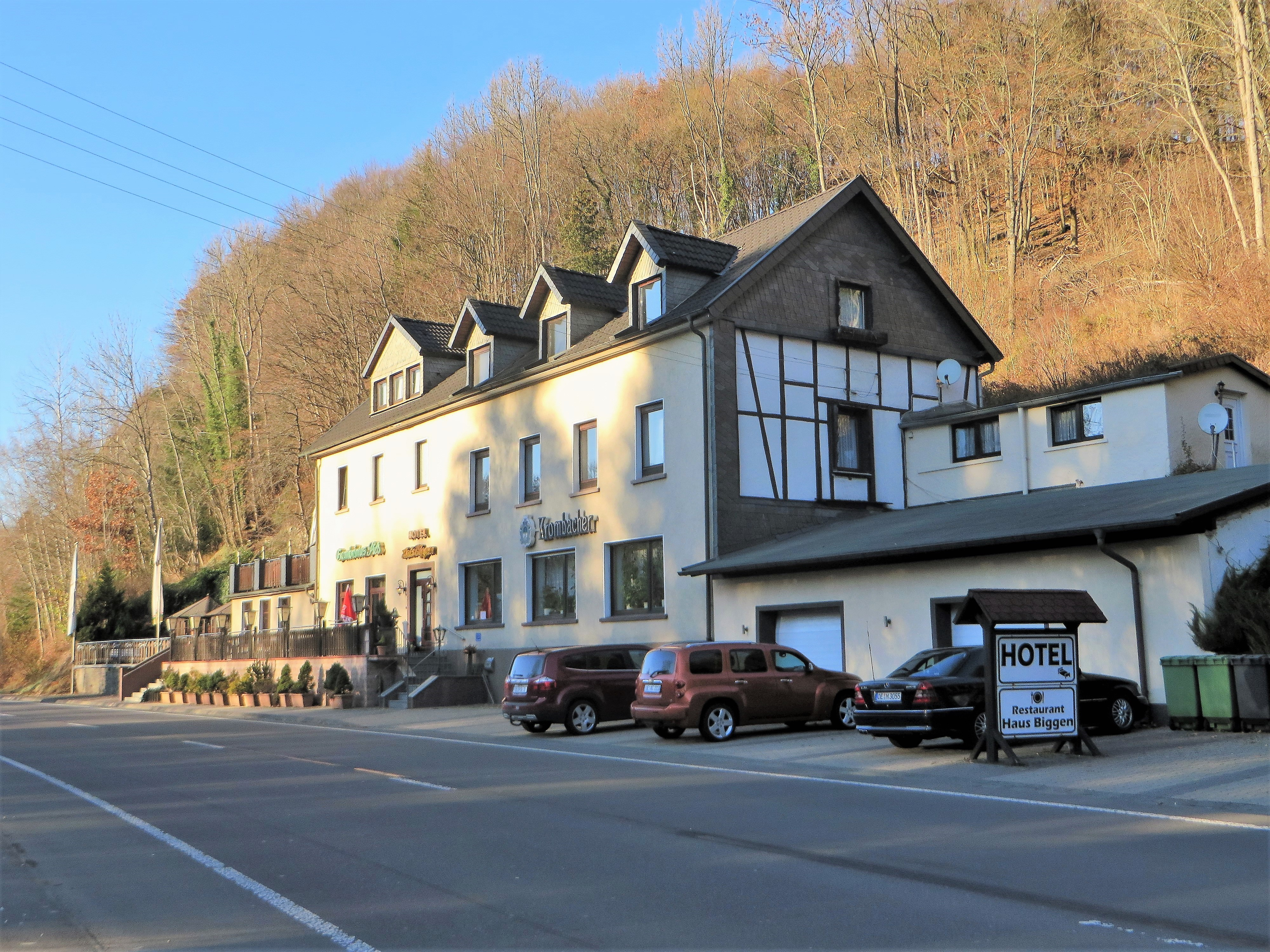
Hotel-Restaurant Haus Biggen

Biggen ist ein Ortsteil der Stadt Attendorn im Kreis Olpe (Nordrhein-Westfalen) und hat 28 Einwohner (Stand 30. Juni 2024).

## Geografie
Biggen liegt östlich des Kernortes Attendorn an der Finnentroper Straße (L 539) und an einer Biegung der Bigge zum Ahauser Stausee. Nördlich liegt ein ehemaliger Kalksteinbruch. Südlich verläuft die Bahnstrecke Finnentrop–Olpe. Im Ortsbereich gibt es die beiden Naturschutzgebiete „Steinbruch Biggen“ und „Auwald Biggen“. Am westlichen Ortsrand das Bodendenkmal „Torbogenhöhle Biggen“.

## Geschichte
Erstmals wurde Biggen urkundlich im Jahre 1299 als „decimam in Byge“ erwähnt. Edelherr Johann von Bilstein belehnte Ritter Herbord von Helden und seine Erben mit dem Zehnten von Byge. Am 10. Juni 1313 wird der Ritter Theodor von Helden von Graf Wilhelm von Arnsberg mit dem Haupthof in Bichen und den zugehörigen Leuten belehnt. Im 13. und 14. Jahrhundert gibt es außer dem Haupthof auch kleine Einzelhöfe in Nieder- und Oberbigge. 1392 wird dat dorp to Bye genannt, welches aber zeitweise wüst war. Diederich von Schnellenberg empfing das Lehen von Graf Adolf III. von der Mark. 1417 wurde Theodor von Helden gnt. Jagedüwel in Arnsberg von Erzbischof Dietrich von Moers mit dem Haupthof in Bichen belehnt. Später besaß den Pachthof ein Zweig der Familie der Vögte von Elspe, bis 1620 die von Fürstenberg den Hof für 1300 Taler kaufen.
Politisch gehörte Biggen ehemals im Gogericht und Kirchspiel Attendorn zur Bauerschaft Heggen. Im Schatzungsregister von 1536 wird in der Burschafft von Heyen ein Reckharth zu Bychen mit einer Abgabe von 1 Goldgulden geführt. Im Register von 1543 ein Richart zu Bichen und im Register von 1565 ein Wilhelm zu Bichen, jeweils auch mit 1 Goldgulden. 1674 werden Güter des Klosters Ewig an die Familie von Fürstenberg übertragen, mit dem Verzicht einer von diesen zu zahlenden Rente von jährlich 11 Goldgulden aus dem Hof zu Bichen. Pächter des großen Hofes war Christoph zu Biggen, ab 1676 sein Schwiegersohn Hermann. An die Kirche in Heggen hatten sie jährlich ein Mudde Meßhafer abzugeben.
Pächter auf dem Gutshof war im 18. Jahrhundert die Familie Bicher und 1765 Johannes Döhmer vom Dahm, gegen Zahlung von 20 Reichstaler Pachtgeld. 1814 übernahm Eberhard Hellner den Hof. Der letzte Pächter war Joseph Wrede zu Theten bis 1860 das Gutshaus abbrannte und nicht wieder aufgebaut wurde. Die Ländereien wurden danach anderweitig verpachtet. Der ehemalige Hof Biggen lag an der Bigge und der alten Finnentroper Landstraße, ungefähr 500 m östlich vom heutigen Haus Biggen im jetzigen Staugebiet des Ahauser Stausees.
Im Jahre 1936 gab es in Biggen 5 Wohnhäuser mit 27 Haushaltungen und 120 Einwohner. Im Adressbuch von 1938 werden 33 Personen geführt, überwiegend Fabrikarbeiter, und eine Gaststätte. Bis Mitte des 20. Jahrhunderts gab es in einem Hanggelände ein Barackenlager. 1988 hatte der Ort 81 Einwohner.
Ab 1819 gehörte Biggen im Amt Attendorn zur Gemeinde Attendorn-Land, bis die Gemeinde 1969 in die Stadt Attendorn eingegliedert wurde.
Heute gibt es in Biggen das Hotel-Restaurant „Haus Biggen“ und weiter Richtung Heggen den Campingplatz „Hof Biggen“. Richtung Stadtgebiet Attendorn, das „Industriegebiet Biggen“ mit der aquatherm GmbH, HMT Heldener Metalltechnik GmbH & Co.KG und Transtec Attendorn GmbH.